# Børge Ousland
Børge Ousland, né le 31 mai 1962 à Oslo, est un explorateur polaire norvégien.

## Biographie
Une des premières expéditions de Børge Ousland se fit en 1990 quand il partit, avec Geir Randby et Erling Kagge, de l’île d’Ellesmere au Canada pour tenter de rejoindre le pôle Nord sans aucun ravitaillement. Randby dut être évacué après une blessure, mais Ousland et Kagge terminèrent le parcours en 58 jours, pour atteindre leur but le 4 mai 1990. Ce fut le premier trek à ski sans ravitaillement jusqu’au pôle Nord (une distance de 800 km). 
Le 2 mars 1994, il part du Cape Arktichesky dans le nord de la Sibérie et arrive au pôle Nord 52 jours plus tard, le 22 avril. Ce fut la première fois qu’une personne atteignait le pôle Nord en solitaire et sans assistance. À la suite de la réussite de cette expédition, Børge Ousland décida de travailler à temps plein dans le monde des expéditions polaires, notamment pour la première tentative du pôle Nord par Mike Horn. 
En 1996, il réalise sa tentative de traversée de l'Antarctique en solitaire et sans assistance. Au cours de cette tentative, il atteint le pôle Sud.
Il réalise la première traversée de l'Antarctique en solitaire et sans assistance. Il part le 15 novembre 1996 de l'île Berkner et atteint la base antarctique McMurdo le 18 janvier 1997 après un périple de 2 840 kilomètres parcouru en soixante-quatre jours.
En 1999, il gravit le Cho Oyu (8 201 m).
Le 23 mars 2006, Børge Ousland et Mike Horn sont les premières personnes à atteindre le pôle Nord durant la nuit polaire.
En octobre 2010, Børge Ousland fait partie de l'équipage qui accomplit la première circumnavigation du pôle Nord à bord du trimaran The Northern Passage. Cette performance est rendue possible par le réchauffement climatique qui affecte la banquise de l'Arctique.
En 2019, du 12 septembre au 8 décembre et une nouvelle fois avec son alter ego Mike Horn, il traverse la banquise en passant par le pôle nord.